# Liskamm
El Liskamm, o también Lyskamm, es una montaña de los Alpes Peninos que forma parte del macizo del Monte Rosa a lo largo de la frontera entre el Valle de Aosta y el Valais, entre las localidades de Gressoney-La-Trinité y Zermatt.

## Características

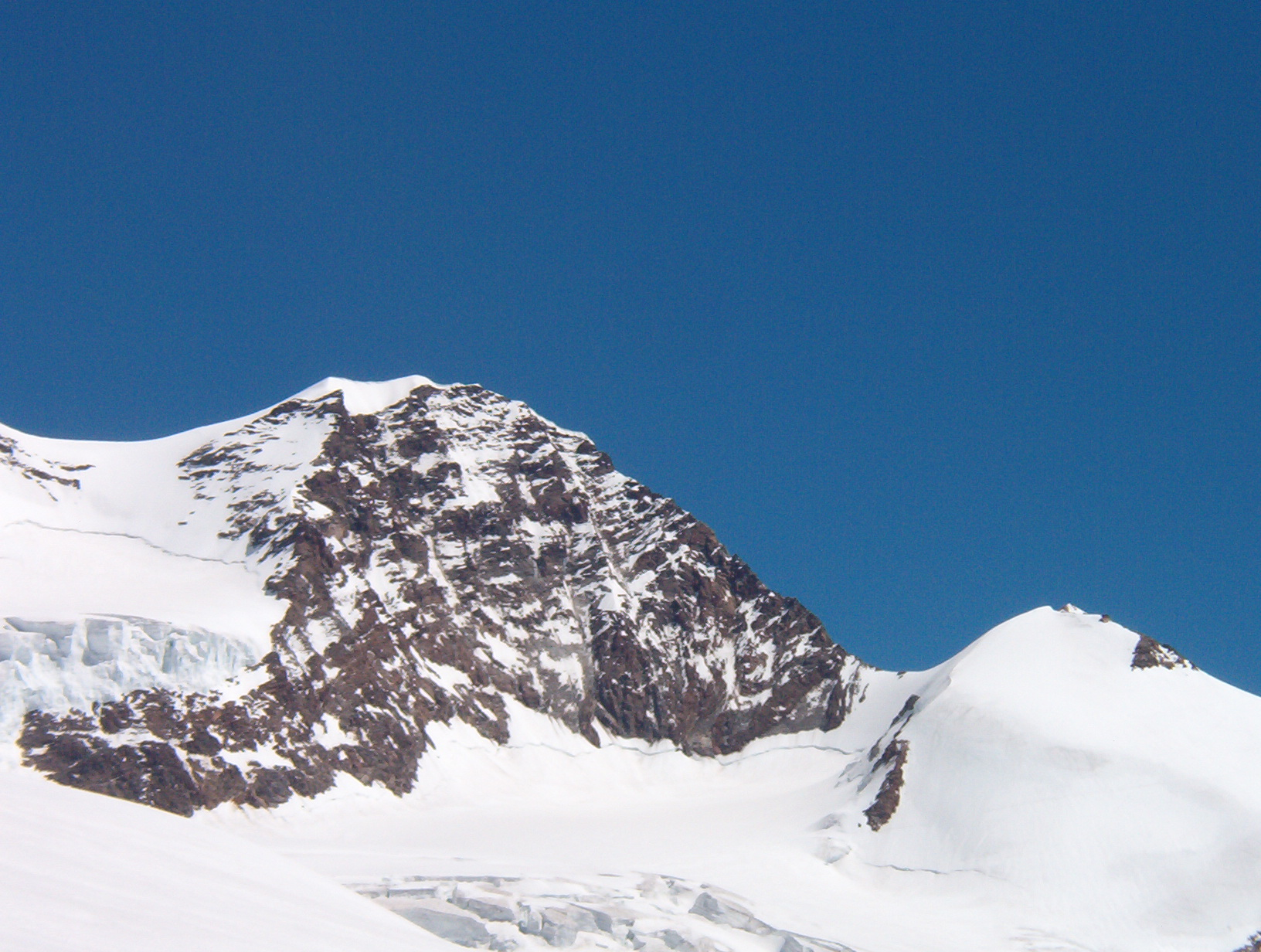
El Liskamm oriental y el característico Naso del Lyskamm ("Nariz del Liskamm") vistos desde el Refugio Quintino Sella al Felik.

El Liskamm está compuesto por dos cimas principales:
- Liskamm Oriental (al., Ostliche Lyskamm) que alcanza la cota de 4.527 m
- Liskamm Occidental (al., Westliche Lyskamm) que alcanza la cota de 4.481 m

Además, sobre la vertiente italiana, de frente a las dos puntas se yergue una tercera de altura menor, pero particularmente característica, llamada Naso del Lyskamm ("Nariz del Liskamm", 4.272 m). Desde la vertiente italiana del Liskamm desciende el glaciar del Lys; mientras de la vertiente suiza desciende el glaciar del Grenz.
Según la clasificación SOIUSA, Liskamm pertenece:
- Gran parte: Alpes occidentales
- Gran sector: Alpes del noroeste
- Sección: Alpes Peninos
- Subsección: Alpes del Monte Rosa
- Supergrupo: Grupo del Monte Rosa
- Grupo: Cadena Breithorn-Liskamm
- Subgrupo:
- Código: I/B-9.III-A.1

## Primeras ascensiones
La cima se alcanzó por vez primera el 19 de agosto de 1861 por la arista sudeste por un grupo de alpinistas compuestos por William Edward Hall, Jean-Pierre Cachat, Peter Perren, Josef-Marie Perren, J.F. Hardy, J.A. Hudson, C.H. Pilkington, A.C. Ramsay, T. Rennison, F. Sibson, R.M. Stephenson, Franz Josef Lochmatter, Karl Herr y Stefan Zumtaugwald.
La primería travesía del Liskamm desde el collado Felik al collado del Lys se remonta al 1864 y fue obra de Melchior Anderegg y Franz Biner.

## Subida a la cima
Es posible ascender a la cima Oriental desde la vertiente italiana partiendo de la cabaña Giovanni Gnifetti o también desde el vivac Felice Giordano; desde la vertiente suiza se sirve, en lugar de ello, de la cabaña Monte Rosa (Monte-Rosa Hütte). Después de haber alcanzado el collado del Lys, se recorre la arista sudeste, nevada y con cornisa, con pendientes de hasta 45°.
La cima Occidental puede alcanzarse partiendo del Refugio Quintino Sella al Felik y pasando por el collado Felik.

## Travesía de los Liskamm

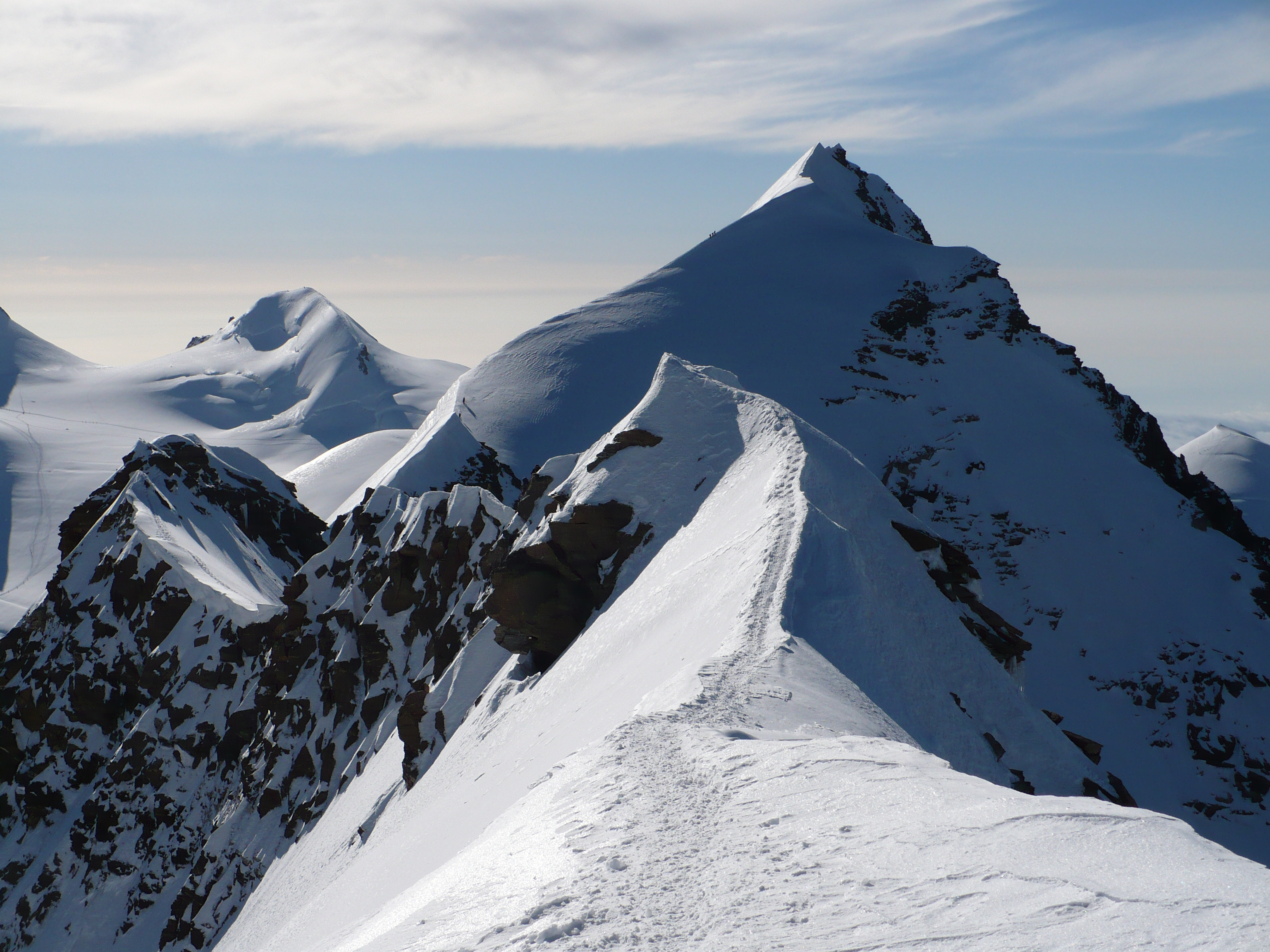
El Liskamm Oriental visto desde el Liskamm Occidental. En el medio el sutil y aéreo filo de cresta que los une.

La travesía de los Liskamm constituye una de las más bellas y clásicas travesías de crestas de los Alpes, gracias al ambiente grandioso y a la amplitud de las vistas que se pueden apreciarse sin ser demasiado complicada su dificultad (AD). Puede completarse de oeste a este o a la inversa. En el primer sentido se parte del refugio Quintino Sella, se alcanza el collado Felik y se alcanza la empinada cresta que conduce a la cima occidental, se baja a la Sella del Lyskamm (4.417 m) y se recorre el aéreo filo de la cresta que lo separa de la otra. Se desciende entonces al collado del Lys y a la Cabaña Gnifetti. La travesía desde el collado del Felik al collado del Lys tiene un desarrollo de cerca de 4 km y requiere óptimas condiciones de tiempo y de nieve.

## Galería fotográfica

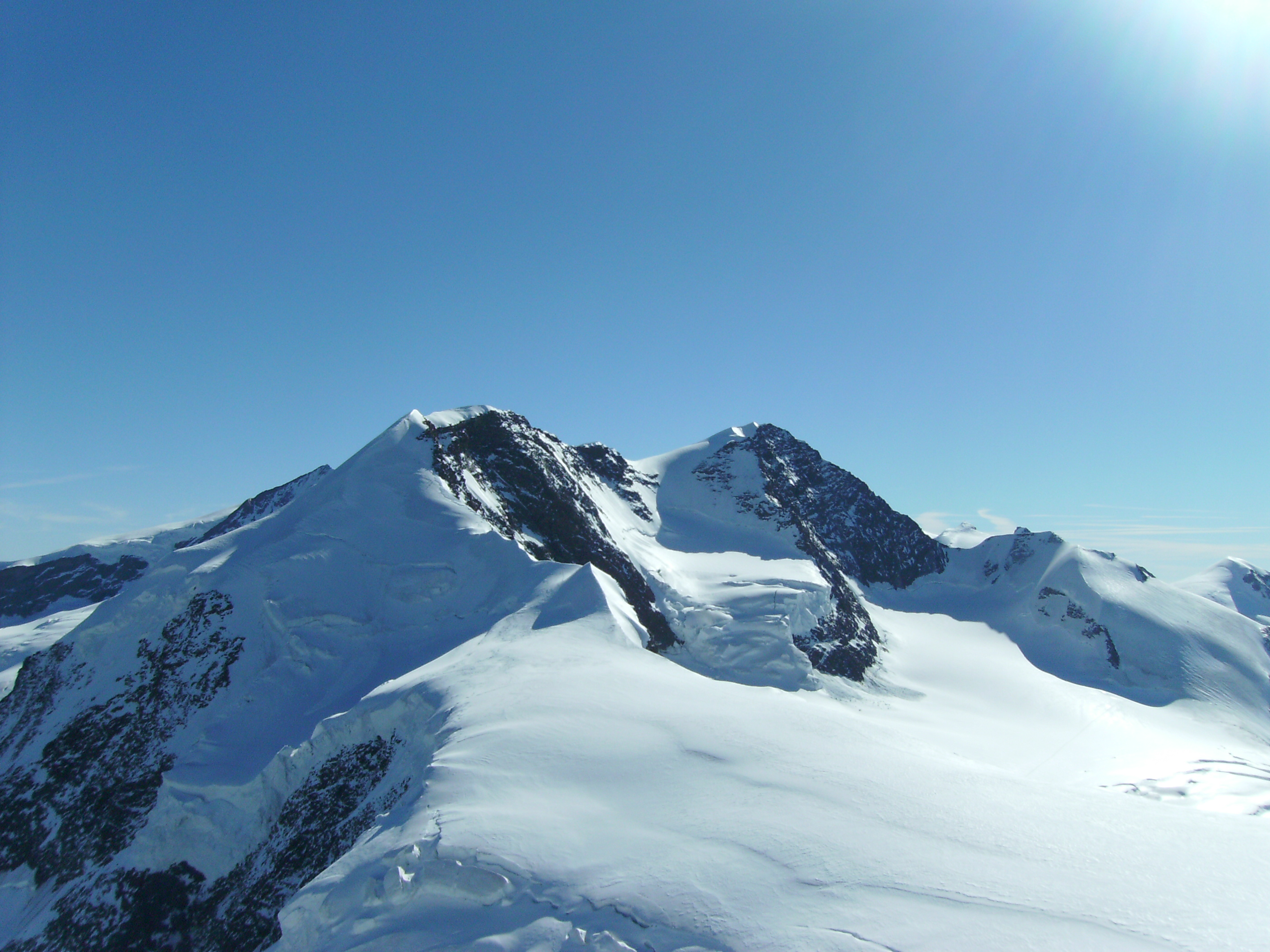
El Liskamm Occidental y Oriental desde el Cástor
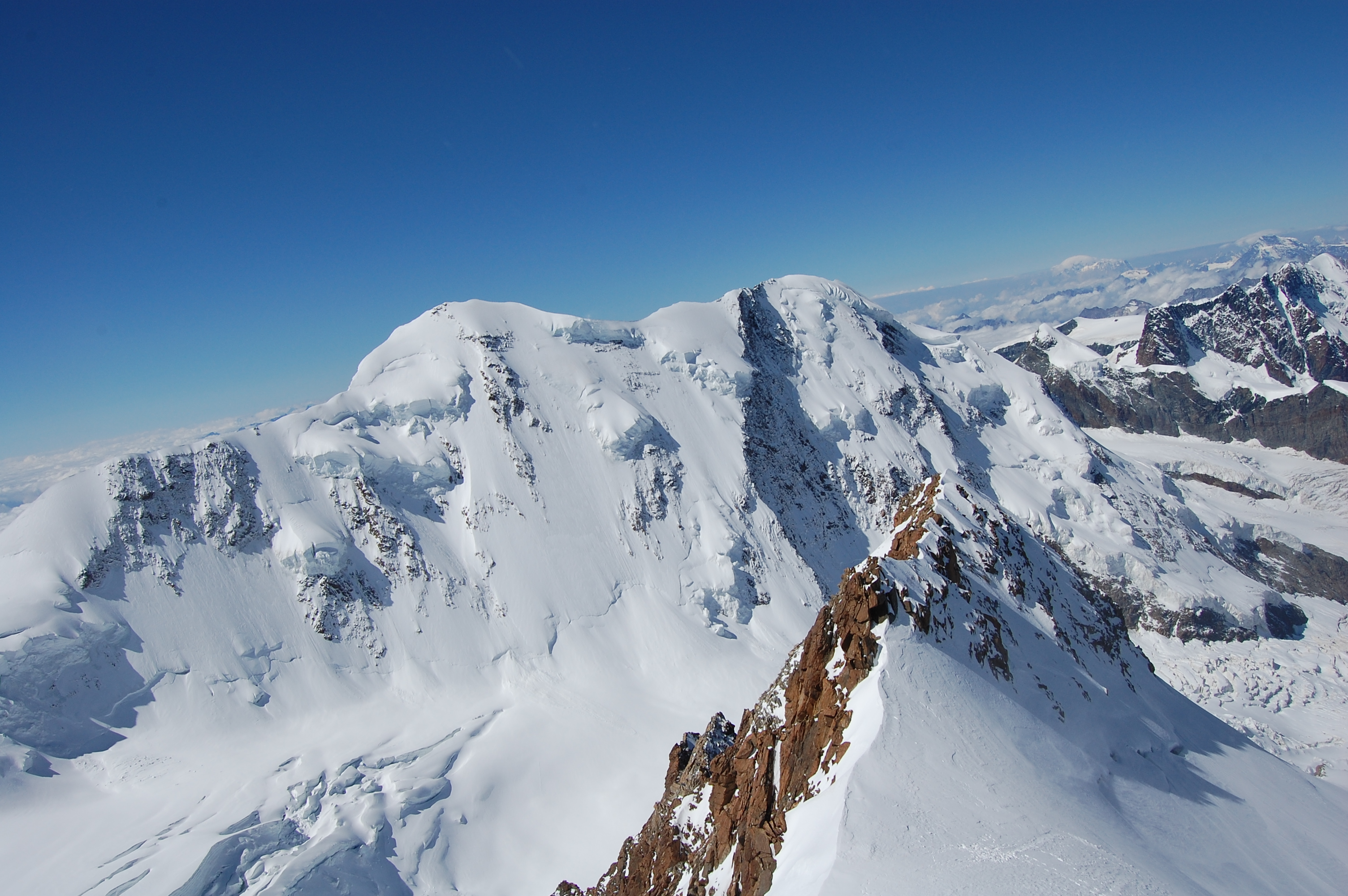
La vertiente norte del Liskamm desde la Punta Dufour. A la izquierda el Liskamm Oriental y a la derecha el Liskamm Occidental
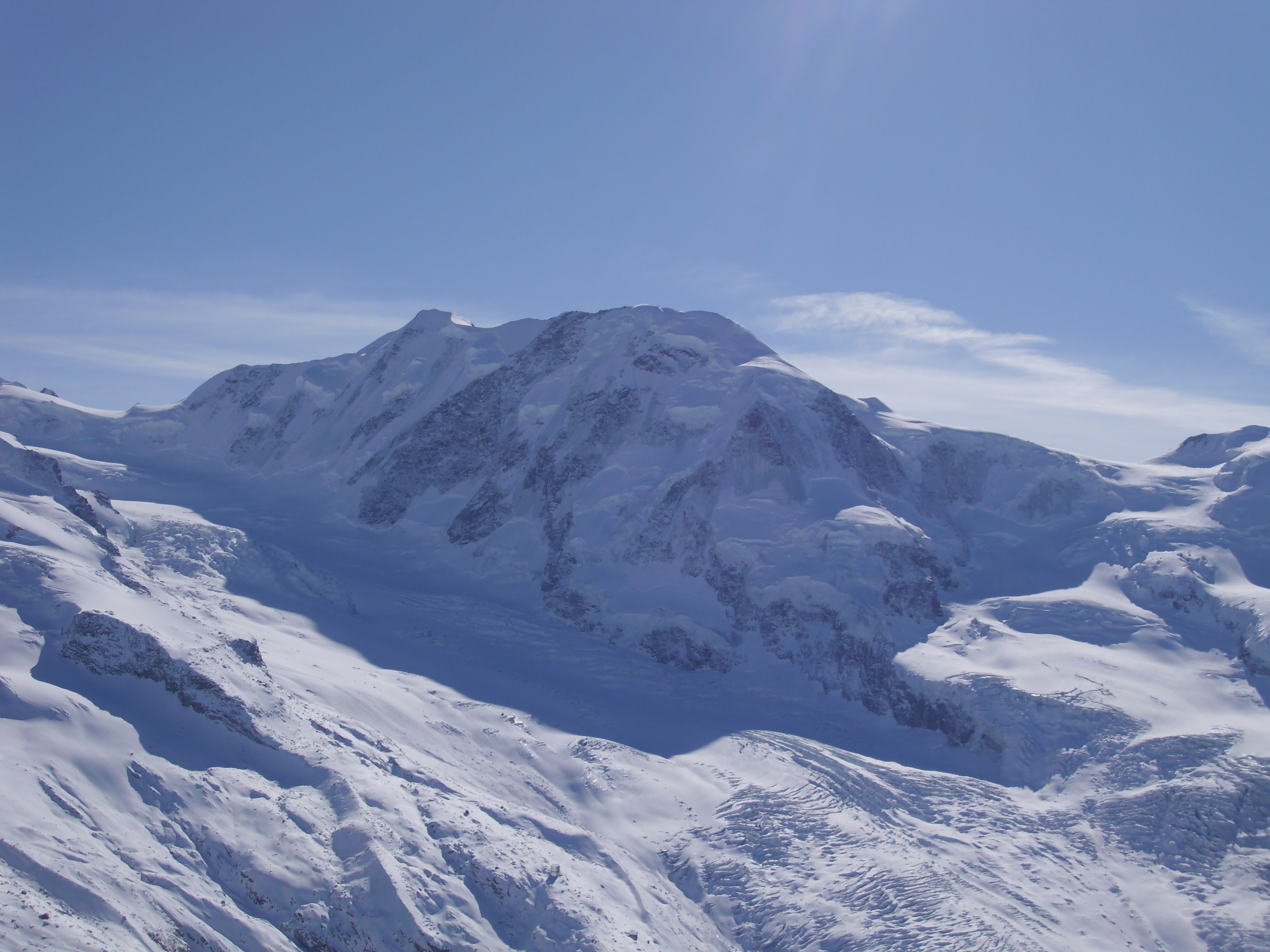
La vertiente norte del Liskamm visto desde la arista Gorner (Gornergrat)